# ミッキーの漂流記
『ミッキーの漂流記』（ミッキーのひょうりゅうき、原題：Mickey's Man Friday）は、ウォルト・ディズニー・プロダクション（現：ウォルト・ディズニー・カンパニー）が制作したアニメーション短編映画作品。ミッキーマウス・シリーズの一作品である。

## あらすじ
海原を船で行くミッキーは、ある孤島にたどり着く。そこでなにやら聞こえてきた太鼓の音、怪しい音楽。ミッキーが音のするほうへ行ってみると、島の人食い族達が仲間の1人を生贄にし、煮えたぎる湯の中へ落とそうとしている場面を目撃してしまう。ミッキーは乗ってきた船の部品で変装して人食い族達を脅かし追い払い、生贄を助ける。ミッキーは生贄だった男に自分の使用人（フライデー）になってほしいと言い、2人はすぐに打ち解けた。ミッキーとフライデーは、戻ってくるであろう人食い族たちに対抗するために砦を築き始める。
砦は完成し、ミッキーとフライデーが握手を交わす。そこに、先ほどの人食い族が戻り、襲い掛かってきた。ミッキーとフライデーはあらかじめ用意しておいた数々の武器と罠で対抗するものの、大勢いる人食い族達を押さえ込むことはできず、2人はリフトで砦を脱出する。リフトのロープを切られるもなんとかミッキーが乗ってきた船までたどり着いた2人は、船を出帆させた。人食い族はもう追ってこない。果物を大量に積んだ船に乗り、ミッキーとフライデーは揚々と島を離れていくのだった。

## スタッフ
- 監督：デイヴィッド・ハンド
- 作画：ジョニー・キャノン、クライド・ジェロニミ
- 音楽：フランク・チャーチル、バート・ルイス

## 登場キャラクター
- ミッキーマウス（声：ウォルト・ディズニー）
- フライデー（声：ビリー・ブレッチャー）